# Torneo Internacional de Navidad de baloncesto (FIBA)
El Torneo Internacional de Navidad de baloncesto, también conocido como Torneo de Navidad, fue una competición amistosa internacional de baloncesto masculino, a nivel de clubes (y que contó en algunas ediciones con selecciones nacionales), organizada por la FIBA en sus primeras décadas a través de la Comisión de Organizaciones Internacionales bajo la mano de Raimundo Saporta, directivo del Real Madrid y presidente de la Comisión Internacional de la Federación Internacional de Baloncesto (FIBA), y bajo la autorización y el apoyo de William Jones, su secretario general, por lo que contaba con la oficialidad de la FIBA en sus primeras décadas de vida, siendo además el punto de arranque de la Copa Intercontinental FIBA, cuya primera edición aparece en el historial de esta competición.
La competición se disputó por primera vez en enero de 1966 con la denominación de Copa Intercontinental con motivo de la inauguración del nuevo recinto baloncestístico del club madrileño, el pabellón de la antigua Ciudad Deportiva (posteriormente denominado Pabellón Raimundo Saporta). Dicha edición sirvió, además, como punto de arranque de la Copa Intercontinental de Baloncesto (FIBA) (posteriormente denominado Campeonato Mundial de Clubes de Baloncesto) cuyos resultados fueron valederos para la primera edición de la citada competición del máximo organismo baloncestístico, y cuyo primer trofeo fue el mismo que el utilizado en el Torneo Internacional de Navidad hasta 1980. La segunda edición del Torneo de Navidad fue bautizada en la época como "Copa Latina", debido a la procedencia de los equipos participantes (hubo una competición denominada Copa Latina en 1953 que solo contó con una edición, aunque la de  diciembre de 1966 se contabiliza como la segunda edición del Torneo de Navidad), y no fue hasta la tercera edición, en 1967, cuando el torneo fue rebautizado por la popular y más conocida denominación de Torneo Internacional de Navidad -Torneo de Navidad- (también conocida como Trofeo Raimundo Saporta, y posteriormente "Memorial Fernando Martín", junto con la denominación de Torneo de Navidad, así como Trofeo Philips desde sus inicios y Corte Inglés a partir de 1981 hasta finales de la década de los ochenta)., Es decir, FIBA organizaba, Philips ponía el dinero y el Real Madrid cedía el campo, con el visto bueno y el consentimiento de la FEB. A partir de 1981, el Real Madrid, con el patrocinio del Corte Inglés (hasta 1989, sustituyéndole posteriormente otros patrocinadores), gestionó el torneo, aunque sus relaciones con la FIBA siguieron, y prueba de ello es la constante presencia, año tras año, del torneo de Navidad que, pese a lo que pueda pensar el aficionado, no organiza el Real Madrid sino el Comité de Actividades Internacionales de la FIBA (prueba de ello es que la edición de 1984 se encuentra dentro de los Grandes Momentos del Basket FIBA).
El torneo acabó adquiriendo una gran importancia, y a él acudieron algunos de los más prestigiosos equipos y combinados del momento. Pese a ello, considerada en la actualidad como una competición de carácter amistoso, aunque el prestigio de las doce medallas de plata del vencedor para los contendientes fuese máximo, ya que hasta 1980 tenía la oficialidad y el amparo de FIBA. No obstante, la primera edición del Torneo Internacional de Navidad hizo que surgiese de manera oficial la Copa Intercontinental de Baloncesto FIBA, competición que el club blanco vencería en cuatro ocasiones.
Se podría decir que el Torneo Internacional de Navidad, mientras estuvo bajo el auspicio y organización de la FIBA (1966-1980) tuvo un rango de competición para-oficial, es decir, que tenía un rango o carácter oficial (a pesar de no ser considerada así en la actualidad), pero funcionaba como tal en aquella época. Por lo que era una competición amistosa internacional de carácter oficial. Aunque a partir de 1981 fuera gestionada por el Real Madrid, el Comité de Actividades Internacionales de la FIBA estaba detrás del mismo. De hecho fue el punto de arranque de la Copa Intercontinental FIBA, y cuya segunda edición de este torneo (denominada Copa Latina en esa edición), ya desgajándose de la Intercontinental, continuó bajo la organización y oficialidad FIBA en todo lo concerniente a la entrega de trofeos y el emblema FIBA en el podio, así como árbitros FIBA, pero el hecho de que sus últimas décadas se gestionara en gran medida por el Real Madrid, pues confería a la competición, a todos los efectos, un carácter amistoso, a pesar de su peso, importancia y notoriedad, pero sobre todo por el hecho de que sus participantes accedían por invitación (aunque en el Mundial de Clubes FIBA también). En definitiva, La oficialidad de la FIBA fue a partir de 1980 languideciendo (a pesar de que la FIBA y su comité estaban todavía detrás de dicho evento, como lo atestigua la presencia, año tras año, de árbitros FIBA) y redefiniéndose en un torneo amistoso (a partir de 1980), aunque de gran prestigio por todo cuanto significó y el carácter internacional del mismo.
Hasta 1980 la oficialidad lo otorgaba la presencia de la FIBA, posteriormente pasó a ser gestionado por el Real Madrid (con el amparo del Comité de Actividades Internacionales de la FIBA, salvo la última edición.), redefiniéndose el Torneo Internacional de Navidad, en un Torneo de Navidad de carácter amistoso que con los años fue languideciendo y apagándose hasta desaparecer.

## Historial
A lo largo de la historia del torneo se disputaron un total de 41 ediciones, en las que la denominación fue variando según los acontecimientos que la rodearon. Nacida inicialmente como Copa Intercontinental (que sirvió como punto de arranque de la Copa Intercontinental FIBA), para su segunda edición fue denominada como Copa Latina debido a la procedencia de sus contendientes (pero no siendo la sucesora de la Copa Latina FIBA de 1953). Desde su tercera edición adoptaría el popular nombre de Torneo de Navidad, que quedaría arraigado a su historia. Tan solo contadas ocasiones por motivos externos motivaron un cambio en la denominación. Así, la compañía holandesa Philips o la española Corte Inglés fueron dos destacados patrocinadores, que incluso llevaron su nombre a la denominación del prestigioso torneo internacional, entre otros patrocinadores.
Años después, adoptaría la denominación de Memorial Fernando Martín, junto con el de Trofeo Raimundo Saporta -creador de la competición- en recuerdo de dos de los más recordados e importantes figuras tanto del club, como del baloncesto europeo y mundial. Pese a ello, las fechas en las que se disputaba el torneo (23, 24 y 25 de diciembre) hicieron que popularmente no se perdiese el nombre de Torneo de Navidad.
En la última edición, celebrada en verano de 2006, perdió su denominación de "Torneo de Navidad", pero siguió denominándose Trofeo Raimundo Saporta-Memorial Fernando Martín (XLI Trofeo Raimundo Saporta - XVI Memorial Fernando Martín) al ser la misma competición, tal y como también se conocía desde 1967, Trofeo Raimundo Saporta (nombre intrínseco de la competición), y desde 1989, Memorial Fernando Martín (excepto la edición de 1993 por intereses de denominación de patrocinio, Torneo de Navidad "I Torneo Nintendo", por lo que son 16 Memoriales Fernando Martín en total, sin contar con la de 1993).
El torneo que adquirió un gran prestigio en todo el baloncesto FIBA y que se convirtió en una cita para los grandes equipos del mundo fuera de la otrora inaccesible NBA.
El equipo más laureado de la competición es el Real Madrid de Baloncesto, que cuenta con 26 entorchados.
La competición contó con tres modelos diferentes de trofeo a lo largo de su historia. El primero dorado y otorgado por FIBA hasta 1980, el segundo otorgado por el Real Madrid conjuntamente con su patrocinador El Corte Inglés durante el tiempo que duró el patrocinio (1981-1989), y el tercer modelo de trofeo el que concedía el Real Madrid durante sus últimas décadas.

### Trofeo Raimundo Saporta(Copa Intercontinental / Copa Latina). Ediciones anteriores a su posterior denominación de Torneo Internacional de Navidad de la FIBA
Organizado por FIBA. Patrocinado por Philips.
| Año                        | Campeón          | Subcampeón        | Tercer lugar | Cuarto lugar   | Resultado / Notas |
| -------------------------- | ---------------- | ----------------- | ------------ | -------------- | --- |
| enero de 1966 Detalles     | Ignis Varese     | S. C. Corinthians | Real Madrid  | Jamaco Saints  | Liga de 4 equipos. Denominado como Copa Intercontinental (siendo también la 1.ª edición de esta otra competición FIBA) |
| diciembre de 1966 Detalles | Simmenthal Milan | Real Madrid       | Villerbanne  | Benfica Lisboa | Liga de 4 equipos. Denominado como Copa Latina (No confundir con la Copa Latina FIBA de 1953)                          |

La edición de enero de 1966 figura tanto en el palmarés de la Copa Intercontinental FIBA  como de la presente competición (posteriormente conocida como Torneo Internacional de Navidad FIBA, aunque denominada también como Trofeo Raimundo Saporta). A partir de la II edición, de ambas competiciones, se separan en distintos historiales. La II edición del Torneo de Navidad (Trofeo Raimundo Saporta), todavía no con ese nombre, se denominó Copa Latina, por la procedencia de los equipos participantes, pero no hay que confundirla con la Copa Latina FIBA de 1952-53, considerada una competición diferente (aunque tan solo contó con una edición). De esta forma, esta segunda edición a veces se tiende a considerar la II Copa Latina, haciendo alusión a aquella primera.
Hasta 1980 la oficialidad de la entrega de trofeos era máxima, con el emblema de la FIBA en el pódium y con los representantes de la FIBA entregando el trofeo y las prestigiosas medallas, al igual que se hacía en todas  las ediciones de la Copa Intercontinental FIBA.

### Torneo Internacional de Navidad FIBA (Trofeo Raimundo Saporta)
Organizado por FIBA. Patrocinado por Philips.
| Año           | Campeón             | Subcampeón               | Tercer lugar           | Cuarto lugar             | Resultado / Notas  |
| ------------- | ------------------- | ------------------------ | ---------------------- | ------------------------ | ------------------ |
| 1967 Detalles | Real Madrid         | Joventut Nerva           | Victoria Melbourne     | River Plate              | Liga de 4 equipos. |
| 1968 Detalles | Real Madrid         | Selección uruguaya       | Merlaco Manila         | Picadero J. C.           | Liga de 4 equipos. |
| 1969 Detalles | Real Madrid         | Selección panameña       | Selección bonaerense   | Joventut Nerva           | Liga de 4 equipos. |
| 1970 Detalles | Real Madrid         | Joventut Nerva           | Gimnasia y Esgrima     | Selección puertorriqueña | Liga de 4 equipos. |
| 1971 Detalles | North Carolina      | Real Madrid              | Joventut               | Unión Española           | Liga de 4 equipos. |
| 1972 Detalles | Real Madrid         | S. E. Palmeiras          | Virginia Cavaliers     | Estudiantes              | Liga de 4 equipos. |
| 1973 Detalles | Real Madrid         | Selección puertorriqueña | Joventut               | Obras Sanitarias         | Liga de 4 equipos. |
| 1974 Detalles | Real Madrid         | North Carolina           | Selección cubana       | Estudiantes              | Liga de 4 equipos. |
| 1975 Detalles | Real Madrid         | S. E. Palmeiras          | Arizona State          | Estudiantes              | Liga de 4 equipos. |
| 1976 Detalles | Real Madrid         | Tennessee Volunteers     | OGC Niza               | Selección africana       | Liga de 4 equipos. |
| 1977 Detalles | Real Madrid         | Selección australiana    | Sporting Montevideo    | Bradley Braves           | Liga de 4 equipos. |
| 1978 Detalles | Real Madrid         | Joventut Badalona        | Selección checoslovaca | Obras Sanitarias         | Liga de 4 equipos. |
| 1979 Detalles | Selección soviética | Real Madrid              | Athletes in Action     | Joventut Badalona        | Liga de 4 equipos. |
| 1980 Detalles | Real Madrid         | Cotonificio Badalona     | Esporte Clube Sírio    | Partizan Beograd         | Liga de 4 equipos. |

### Torneo Internacional de Navidad (Trofeo Raimundo Saporta)
Organizado por Real Madrid con el amparo del Comité de Actividades Internacionales de la FIBA. Patrocinado por El Corte Inglés.
A partir de 1981 la FIBA ya no entregará las prestigiosas medallas FIBA.
| Año           | Campeón             | Subcampeón          | Tercer lugar        | Cuarto lugar           | Resultado / Notas  |
| ------------- | ------------------- | ------------------- | ------------------- | ---------------------- | ------------------ |
| 1981 Detalles | Real Madrid         | Marlboro All-Stars  | Club Inmobanco      | Selección israelí      | Liga de 4 equipos. |
| 1982 Detalles | Club Inmobanco      | Real Madrid         | Marlboro All-Stars  | T. C. São José         | Liga de 4 equipos. |
| 1983 Detalles | Selección soviética | Real Madrid         | New York All-Stars  | Selección cubana       | Liga de 4 equipos. |
| 1984 Detalles | Selección soviética | Real Madrid         | Cheiw All-Stars     | Selección yugoslava    | Liga de 4 equipos. |
| 1985 Detalles | Real Madrid         | Selección yugoslava | C. A. Monte Líbano  | Golden State All-Stars | Liga de 4 equipos. |
| 1986 Detalles | Real Madrid         | Selección yugoslava | Selección brasileña | Winston All-Stars      | Liga de 4 equipos. |
| 1987 Detalles | Real Madrid         | Selección soviética | Selección griega    | Selección argentina    | Liga de 4 equipos. |
| 1988 Detalles | Selección yugoslava | Real Madrid         | Selección soviética | C. A. Monte Líbano     | Liga de 4 equipos. |

### Torneo de Navidad (Trofeo Raimundo Saporta-Memorial Fernando Martín)
Organizado por Real Madrid con el amparo del Comité de Actividades Internacionales FIBA.
Patrocinado por El Corte Inglés (1989), diario Marca (1990), Erbe -GameBoy- (1991 y 1992), Nintendo (1993), Toys R.Us (1994), Leche Pascual (1997), etc. La edición de 1993 no se denominó Memorial Fernando Martín por motivos de patrocinio.
Sigue siendo un Torneo Internacional, pero debido al carácter con el que se le dotó a la competición, ya sin la gestión exclusiva de FIBA, y convirtiéndose en un torneo del Real Madrid (con amparo de FIBA, como reflejaba en reglamentación, árbitros, y reglas nuevas que se irían incorporando a las distintas competiciones FIBA), la competición pasó a redefinirse y denominarse en los medios como Torneo de Navidad, ante la tradicional cita navideña y ante el carácter amistoso con el que se fue configurando con los años. Ya que de la solemnidad de un torneo FIBA acabó concibiéndose como un torneo organizado por el Real Madrid.
| Año           | Campeón                | Subcampeón              | Tercer lugar           | Cuarto lugar            | Resultado / Notas  |
| ------------- | ---------------------- | ----------------------- | ---------------------- | ----------------------- | ------------------ |
| 1989 Detalles | Jugoplastika           | Real Madrid             | Aris Salónica          | Maccabi Elite Tel Aviv  | Liga de 4 equipos. |
| 1990 Detalles | Real Madrid            | Pop 84                  | Maccabi Elite Tel Aviv | Limoges CSP             | Liga de 4 equipos. |
| 1991 Detalles | Real Madrid            | Maccabi Elite Tel Aviv  | Selección australiana  | Benetton Treviso        | Liga de 4 equipos. |
| 1992 Detalles | Real Madrid            | Estudiantes Caja Postal | Cibona Zagreb          | Maccabi Elite Tel Aviv  | Liga de 4 equipos. |
| 1993 Detalles | Brasil All-Stars       | Stefanel Trieste        | Real Madrid            | Estudiantes Caja Postal | Liga de 4 equipos. |
| 1994 Detalles | Selección yugoslava    | Real Madrid             | Selección moscovita    | São Paulo All-Stars     | Liga de 4 equipos. |
| 1995 Detalles | Real Madrid            | Selección australiana   | Rio Claro              | Selección cubana        | Liga de 4 equipos. |
| 1996 Detalles | Real Madrid            | Olympiacos              | Efes Pilsen            | Scavolini Pesaro        | Liga de 4 equipos. |
| 1997 Detalles | Real Madrid            | Selección brasileña     | Selección italiana     | Selección neozelandesa  | Liga de 4 equipos. |
| 1998 Detalles | CSKA Moskva            | Real Madrid             | Partizan               | Union Olimpija          | Liga de 4 equipos. |
| 1999 Detalles | Panathinaikos          | Real Madrid             | Partizan               | Zadar                   | Liga de 4 equipos. |
| 2000 Detalles | Real Madrid            | São Paulo All-Stars     |                        |                         | 111 - 83           |
| 2001 Detalles | Ural Great Perm        | Real Madrid             |                        |                         | 80 - 69            |
| 2002 Detalles | Maccabi Elite Tel Aviv | Real Madrid             |                        |                         | 87 - 71            |
| 2003 Detalles | Real Madrid            | Ülker                   |                        |                         | 86 - 78            |
| 2004 Detalles | Real Madrid            | Telemar Río de Janeiro  |                        |                         | 85 - 69            |
| 2005 —        | No se disputó          | No se disputó           | No se disputó          | No se disputó           | No se disputó      |

Tras cuarenta años del denominado "mejor torneo amistoso del planeta", aunque algunos olviden que contó en sus comienzos con la oficialidad de la FIBA, se decidió cerrar finalmente esta competición, ya que se fue reconvirtiendo en un torneo amistoso con los años y ni la FIBA ni el Real Madrid lograban encontrar un marco idóneo y propenso en el calendario, ante la tradicional cita navideña, perdiendo el peso con el que contó en antaño, decidiendo poner punto final tras cuarenta años de esta competición.

### XLI Trofeo Raimundo Saporta - XVI Memorial Fernando Martín
Organizado por el Real Madrid.
El Torneo de Navidad finalizó en 2004 -en la que se rindió un emotivo homenaje a Fernando Martín y a Raimundo Saporta-, disputándose un epílogo en verano de 2006 (ante la dificultad de encontrar otras fechas en el calendario), rebautizándolo como un torneo de apertura veraniego o de presentación del equipo a comienzo de temporada, pero ya sin el amparo y la oficialidad de la FIBA, y que finalmente no tuvo la continuidad esperada.
Al no celebrarse en la tradicional cita navideña, recuperó el nombre que siempre le fue intrínseco  "Trofeo Raimundo Saporta" -creador de la competición- (su edición XLI desde que se fundara en enero de 1966), y también "Memorial Fernando Martín" (siendo la XVI edición desde la Navidad de 1989, sin contar con la edición de 1993 que por motivos de patrocinio no se denominó así).
De esta forma, no se contabiliza en algunos historiales esta última edición, al perder la denominación de "Torneo de Navidad" (aunque en sus primeras ediciones no se denominase así) y al no contar con el amparo FIBA. Pero forma parte del historial de la competición como lo atestigua su propia denominación: XLI Trofeo Raimundo Saporta - XVI Memorial Fernando Martín.
| Año                     | Campeón     | Subcampeón     | Tercer lugar | Cuarto lugar | Resultado / Notas |
| ----------------------- | ----------- | -------------- | ------------ | ------------ | ----------------- |
| verano de 2006 Detalles | Real Madrid | Lietuvos Rytas |              |              | 88 - 78           |

## Palmarés
Medallas FIBA hasta 1980 inclusive.
- Real Madrid (26): 1967, 1968, 1969, 1970, 1972, 1973, 1974, 1975, 1976, 1977, 1978, 1980, 1981, 1985, 1986, 1987, 1990, 1991, 1992, 1995, 1996, 1997, 2000, 2003, 2004, 2006.
- Selección de la Unión Soviética (3): 1979, 1983, 1984.
- Selección de Yugoslavia (2): 1988, 1994.
- Ignis Varese (1): enero de 1966 (I Copa Intercontinental FIBA)
- Simmenthal Milan (1): diciembre de 1966.
- North Carolina (1): 1971.
- Club Baloncesto Inmobanco (1): 1982.
- Jugoplastika (1): 1989
- Brasil All-Stars (1): 1993.
- CSKA Moskva (1): 1998.
- Panathinaikos B. C. (1):  1999.
- Ural Great Perm (1): 2001.
- Maccabi Tel-Aviv (1): 2002.